# Macrochaetus aspera
Macrochaetus aspera är en hjuldjursart som beskrevs av Berzinš 1982. Macrochaetus aspera ingår i släktet Macrochaetus och familjen Trichotriidae. Inga underarter finns listade i Catalogue of Life.